# 德扬·乌多维契奇
德扬·乌多维契奇（羅馬化：Dejan Udovičić，1970年7月27日—），塞尔维亚水球运动员、教练。他曾带领塞尔维亚国家队参加2008年和2012年夏季奥林匹克运动会水球比赛，结果队伍获得二枚铜牌。